# مهرجان صرخة الرعب السينمائي
مهرجان سكرامفيست السينمائي هو مهرجان رعب سينمائي في الولايات المتحدة الذي أسسه راشيل بيلوفسكي وروس مارتن في عام 2001 
الجوائز التي تقدمها شبكة سبايك التلفزيونية الأمريكية سنوياً لأفلام الرعب وأفلام الفانتزيا وأفلام الخيال العلمي، وتقدم الشبكة هذه الجوائز في شهر أكتوبر من كل عام وتشمل جوائز الصريخ مجالات عدة .
- أفضل فيلم
- أفضل مخرج
- أفضل تصوير سينمائي
- أفضل مونتاج
- أفضل مؤثرات خاصة
- أفضل موسيقي تصويرية
- أفضل الرسوم متحركة
- أفضل فيلم قصيرة
- أفضل فيلم وثائقي
- أفضل فيلم الطالب
- جائزة تريل بليزر.[5]
- جائزة أيقونة المستقبل